# Komenda Rejonu Uzupełnień Prużana
Komenda Rejonu Uzupełnień Prużana (KRU Prużana) – organ wojskowy właściwy w sprawach uzupełnień Sił Zbrojnych II Rzeczypospolitej i administracji rezerw w powierzonym mu rejonie.

## Historia komendy
Jesienią 1930 roku na obszarze Okręgu Korpusu Nr IX została utworzona Powiatowa Komenda Uzupełnień Prużana, która administrowała powiatami: prużańskim i kosowskim. Pierwszy z wymienionych powiatów został wyłączony z PKU Brześć, natomiast powiat kosowski z PKU Łuniniec. Nowo powstała PKU Prużana została zaliczona do II typu składu osobowego PKU.
31 lipca 1931 roku gen. dyw. Kazimierz Fabrycy, w zastępstwie ministra spraw wojskowych, rozkazem B. Og. Org. 4031 Org. wprowadził zmiany w organizacji służby poborowej na stopie pokojowej. Zmiany te polegały między innymi na zamianie stanowisk oficerów administracji w PKU na stanowiska oficerów broni (piechoty) oraz zmniejszeniu składu osobowego PKU typ I–IV o jednego oficera i zwiększeniu o jednego urzędnika II kategorii. Liczba szeregowych zawodowych i niezawodowych oraz urzędników III kategorii i niższych funkcjonariuszy pozostała bez zmian.
Prezydent RP nadał Krzyż Niepodległości st. sierż. Adamowi Jakubowi Opalińskiemu (15 kwietnia 1932) i sierż. Kazimierzowi Domańskiemu (15 czerwca 1932) z PKU Prużana.
1 lipca 1938 roku weszła w życie nowa organizacja służby uzupełnień, zgodnie z którą dotychczasowa PKU Prużana została przemianowana na Komendę Rejonu Uzupełnień Prużana przy czym nazwa ta zaczęła obowiązywać 1 września 1938 roku, z chwilą wejścia w życie ustawy z dnia 9 kwietnia 1938 roku o powszechnym obowiązku wojskowym. Obok wspomnianej ustawy i rozporządzeń wykonawczych do niej, działalność KRU Prużana normowały przepisy służbowe MSWojsk. D.D.O. L. 500/Org. Tjn. Organizacja służby uzupełnień na stopie pokojowej z 13 czerwca 1938 roku. Zgodnie z tymi przepisami komenda rejonu uzupełnień była organem wykonawczym służby uzupełnień .
Komendant rejonu uzupełnień w sprawach dotyczących uzupełnień Sił Zbrojnych i administracji rezerw podlegał bezpośrednio dowódcy Okręgu Korpusu Nr IX, który był okręgowym organem kierowniczym służby uzupełnień. Rejon uzupełnień nie uległ zmianie i nadal obejmował powiaty: prużański i kosowski.

## Obsada personalna
Poniżej przedstawiono wykaz oficerów zajmujących stanowisko komendanta Powiatowej Komendy Uzupełnień i komendanta rejonu uzupełnień oraz wykaz osób funkcyjnych pełniących służbę w PKU i KRU Prużana, z uwzględnieniem najważniejszej zmiany organizacyjnej przeprowadzonej w 1938 roku.
Komendanci
- mjr piech. Józef I Domański[b] (IX 1930 – III 1934 → dyspozycja dowódcy OK IX)
- mjr piech. Jakub Dauksza[c] (VI 1934[18] – 1938 → stan spoczynku)
- mjr piech. Feliks Maurycy Kulczyński[d] (był w III 1939[20])

Obsada pozostałych stanowisk funkcyjnych PKU w latach 1930–1938
- kierownik I referatu administracji rezerw i zastępca komendanta
  - kpt. piech. Jan Kazimierz Ozaist (IX 1930 – IV 1933[24] → PKU Baranowicze)
  - kpt. art. Stefan Zawadowski[e] (IV 1933[27] – III 1934[28] → dyspozycja dowódcy OK IX)
  - kpt. piech. Mariana Henryka Kwiatkowski (I[29] – VI 1934 → PKU Kraków Miasto[30])
  - kpt. piech. Zygmunt Wojciech Piękoś[f] (od VI 1934[32])
- kierownik II referatu poborowego
  - por. piech. Eugeniusz Jan Bulski[g] (IX 1930 – III 1934[36] → dyspozycja dowódcy OK IX)
  - por. / kpt. piech. Kazimierz Hryniewiecki (I 1934[29] – 1938 → kierownik I referatu KRU)

Obsada pozostałych stanowisk funkcyjnych KRU w latach 1938–1939
- kierownik I referatu ewidencji – kpt. piech. Kazimierz Hryniewiecki[i] †1940 Charków[46]
- kierownik II referatu uzupełnień – por. adm. (piech.) Szymon Kacperek[j] †1940 Charków[48]